# Palais Bžostovskiai
Le palais Brzostowski est un bâtiment de la vieille ville de Vilnius. En 1667, le bâtiment fut acheté par Cyprian Paweł Brzostowski, Voïvode de Trakai. L'aspect actuel du palais remonte à 1748, lorsqu'une restauration fut achevée par Paweł Ksawery Brzostowski, sur le projet de Carlo Spampani. 
En 1888-1890, le palais fut rénové par l'architecte Cyprian Maculewicz.
En 1957 et 1982, le palais a été adapté pour des appartements. Il abrite actuellement une pharmacie et des appartements.

## Source de traduction
- (en) Cet article est partiellement ou en totalité issu de l’article de Wikipédia en anglais intitulé « Bžostovskiai Palace » (voir la liste des auteurs).